# Torneo de Francia (fútbol)
El Torneo de Francia (en francés Tournoi de France), también conocido como Le Tournoi, fue un torneo internacional de carácter amistoso, celebrado en Francia en junio de 1997. La competición sirvió para comprobar las instalaciones y organización francesas, de cara a la Copa Mundial de Fútbol de 1998 que se celebraría en ese país un año después. Aunque la prensa española lo denominó Mundialito,
 el término correcto es Tournoi de France y no debe confundirse este torneo con otros campeonatos similares como el Mundialito original o la Copa FIFA Confederaciones.
En el torneo participaron Francia, como país anfitrión, y las selecciones de Brasil, Inglaterra e Italia. Los cuatro combinados jugaban entre sí a una sola ronda y, al término del mismo, el líder de grupo se proclamaba también vencedor del campeonato. El campeón fue la selección de fútbol de Inglaterra.
El campeonato es más recordado por un gol de falta anotado por el brasileño Roberto Carlos en el partido contra Francia. El disparo está considerado como uno de los mejores goles de la década de 1990.

## Sedes
| Ciudad      | Estadio                 | Capacidad |
| ----------- | ----------------------- | --------- |
| Lyon        | Stade Gerland           | 41.000    |
| Montpellier | Stade de la Mosson      | 33.000    |
| Nantes      | Stade de la Beaujoire   | 38.285    |
| París       | Parque de los Príncipes | 48.700    |

## Resultados
- Los horarios corresponden a la hora de Francia (CEST; UTC+2)

| Equipo     | Pts | PJ | PG | PE | PP | GF | GC | Dif |
| ---------- | --- | -- | -- | -- | -- | -- | -- | --- |
| Inglaterra | 6   | 3  | 2  | 0  | 1  | 3  | 1  | 2   |
| Brasil     | 5   | 3  | 1  | 2  | 0  | 5  | 4  | 1   |
| Francia    | 2   | 3  | 0  | 2  | 1  | 3  | 4  | -1  |
| Italia     | 2   | 3  | 0  | 2  | 1  | 5  | 7  | -2  |

| 3 de junio de 1997, 19:45 | Francia    | 1:1 (0:1) | Brasil             | Stade Gerland, Lyon                                                        |                                                                            |
|                           | Keller 55' |           | Roberto Carlos 21' | Asistencia: 28.193 espectadores Árbitro(s): Kim Milton Nielsen (Dinamarca) | Asistencia: 28.193 espectadores Árbitro(s): Kim Milton Nielsen (Dinamarca) |

| 4 de junio de 1997, 19:30 | Inglaterra               | 2:0 (2:0) | Italia | Stade de la Beaujoire, Nantes                                      |                                                                    |
|                           | Scholes 24' · Wright 42' |           |        | Asistencia: 25.000 espectadores Árbitro(s): Günter Benkö (Austria) | Asistencia: 25.000 espectadores Árbitro(s): Günter Benkö (Austria) |

| 7 de junio de 1997, 19:45 | Francia | 0:1 (0:0) | Inglaterra  | Stade de la Mosson, Montpellier                                      |                                                                      |
|                           |         |           | Shearer 86' | Asistencia: 23.000 espectadores Árbitro(s): Said Belqola (Marruecos) | Asistencia: 23.000 espectadores Árbitro(s): Said Belqola (Marruecos) |

| 8 de junio de 1997, 19:30 | Italia                                      | 3:3 (2:1) | Brasil                                          | Stade Gerland, Lyon                                                    |                                                                        |
|                           | Del Piero 6' 61' (pen.) · Aldair 23' (a.g.) |           | Lombardo 35' (a.g.) · Ronaldo 70' · Romário 84' | Asistencia: 30.000 espectadores Árbitro(s): Serge Muhmenthaler (Suiza) | Asistencia: 30.000 espectadores Árbitro(s): Serge Muhmenthaler (Suiza) |

| 10 de junio de 1997, 19:30 | Inglaterra | 0:1 (0:0) | Brasil      | Parque de los Príncipes, París                                          |                                                                         |
|                            |            |           | Romário 61' | Asistencia: 40.000 espectadores Árbitro(s): John Toro Rendon (Colombia) | Asistencia: 40.000 espectadores Árbitro(s): John Toro Rendon (Colombia) |

| 11 de junio de 1997, 19:45 | Francia                    | 2:2 (1:0) | Italia                        | Parc des Princes, París                                                  |                                                                          |
|                            | Zidane 12' · Djorkaeff 73' |           | Casiraghi 61' · Del Piero 89' | Asistencia: 35.000 espectadores Árbitro(s): Antonio López Nieto (España) | Asistencia: 35.000 espectadores Árbitro(s): Antonio López Nieto (España) |

| Inglaterra         |
| Campeón Inglaterra |